# شمشیرهای قادسیه

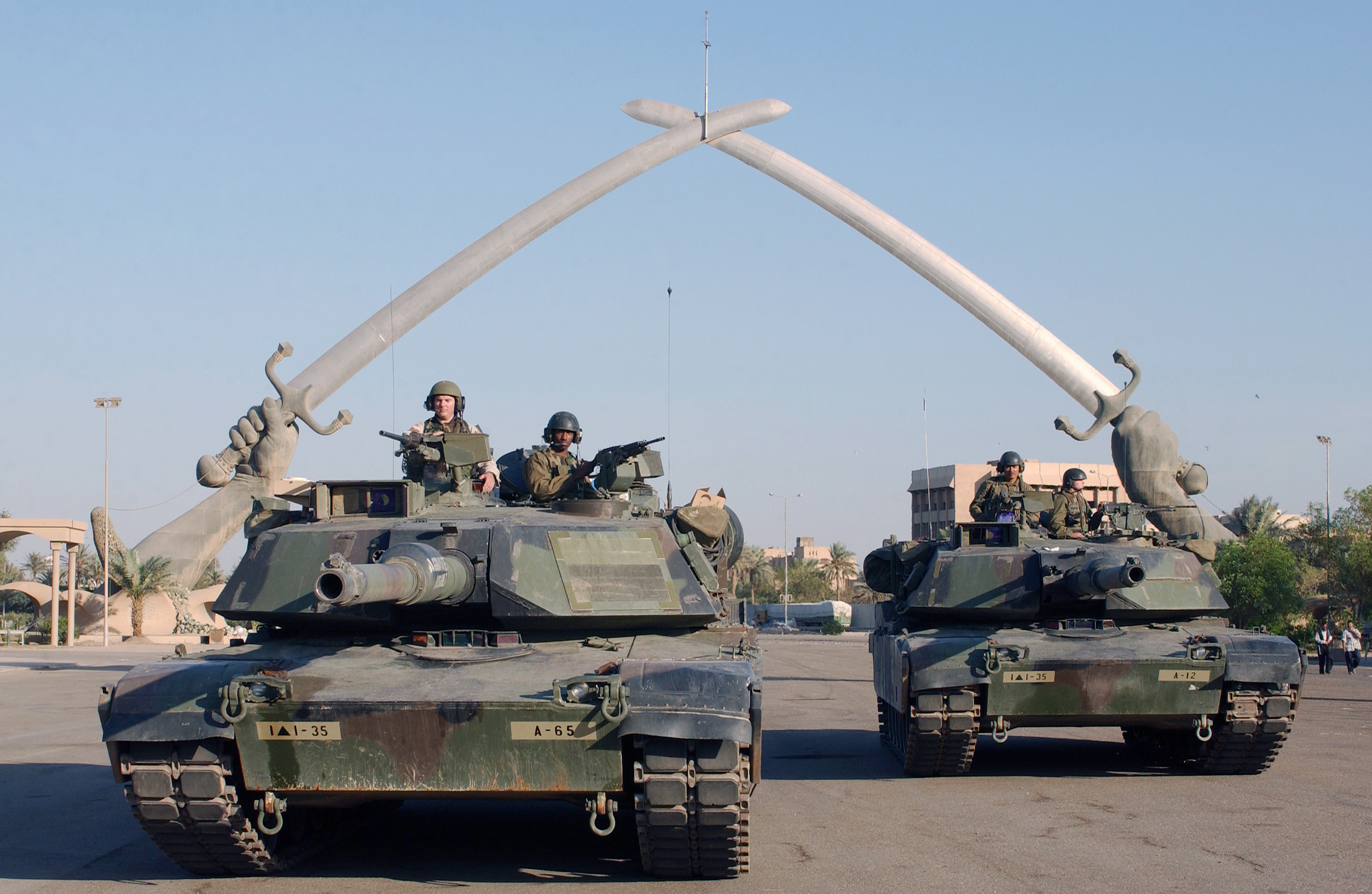
سربازان آمریکایی در حال عبور از زیر طاق نصرت شمشیرهای قادسیه، بغداد، ۲۰۰۳.

شمشیرهای قادسیه یا دست‌های پیروزی نامِ طاق نصرتی است در مرکز شهر بغداد که به دستور صدام حسین تکریتی برای نشان دادن پیروزی بر ایران ساخته شد. نبرد قادسیه یکی از دو نبرد اصلی و موجب پیروزی حتمی نیروهای اسلامی بر امپراتوری ساسانی و سقوط آن دودمان بوده‌است.
ساخت این بنا در سال ۱۳۶۵ (دو سال قبل از پایان جنگ ایران و عراق) آغاز شد و شامل دو دست که از خاک بیرون آمده‌اند می‌شود. شکل و فرم هر دست را طراح آن از روی دستان خود صدام طراحی کرده‌است. هر دست نیز شمشیری به شکل کمان در دست دارد که در نوک به شمشیر دیگر وصل می‌شود. این بنا پس از طراحی توسط دو پیمان‌کار انگلیسی و آلمانی ساخته شد.
پس از ساخت، به دستور صدام، کلاهخود ۵۰۰۰ ایرانی کشته شده در جنگ را در اطراف آن قرار دادند. در هر یک از کلاه‌خودها نیز با شلیک یک گلوله، سوراخی در آن ایجاد کردند. بعضی از کلاه‌خودها را نیز با سیمان به جاده زیر شمشیرها چسباندند تا در موقع رژه سربازان لگد مال شود.در نهایت چندین سال پس از سقوط صدام این کلاهخودها جمع آوری شدند.

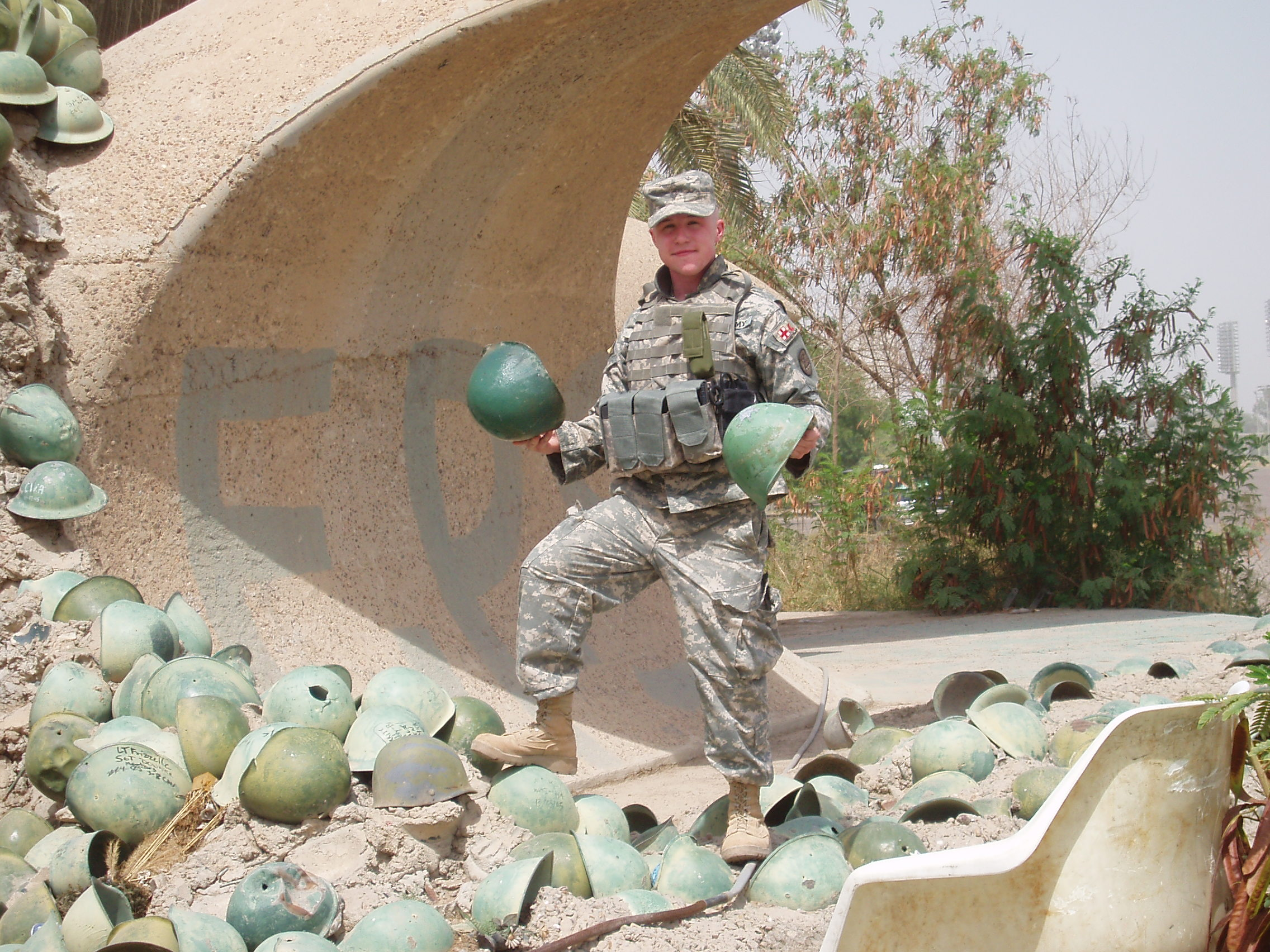
کلاه‌خودهای سربازان ایرانی در دست یک سرباز آمریکایی، سال ۲۰۰۶.

در جنگ اول خلیج فارس با وجودی که فرمانده کل نیروهای عملیاتی آمریکا، ژنرال شوارتزکوف، درخواست نابودی آن را داده بود، ولی به علت مخالفت مقامات بالاتر اجرا نشد. این بنا در منطقه حفاظت شده بغداد (منطقه سبز) قرار دارد.

## مکان
دو مجموعه طاق، ورودی‌های منطقه‌ای به نام پارک الزورا را مشخص می‌کنند. در سال ۱۹۸۶ (دو سال قبل از پایان جنگ)، دولت عراق ساخت یک میدان جشنواره و رژه را در پارک الزورا، نزدیک مجتمع وسیع ریاست جمهوری در مرکز بغداد، آغاز کرد. این میدان که به میدان جشن‌های بزرگ معروف است، شامل یک میدان رژه بزرگ، یک غرفه بزرگ بازدید و یک استخر بزرگ بازتابنده بود. مناطق چمنزار اطراف، میزبان عراقی‌ها در طول رژه‌های نظامی بودند. سه غرفه پذیرایی که بستنی، نوشیدنی‌های سرد و شیرینی می‌فروختند، به جذابیت جشن‌های این محوطه می‌افزود. سه بنای یادبود برای یادآوری درد و رنج عراق در نتیجه جنگ هشت ساله ساخته شد. طاق پیروزی آخرین بنای ساخته شده از سه بنایی بود که ساخته شد و پس از ساخت بنای یادبود سرباز گمنام (۱۹۸۲) و بنای یادبود الشهید (۱۹۸۳) ساخته شد. این سه بنای یادبود یک واحد را تشکیل می‌دهند.
نام رسمی طاق‌ها، شمشیرهای قادسیه، اشاره‌ای به نبرد قادسیه در سال ۶۳۶ میلادی است، زمانی که ارتش‌عرب ها امپراتوری ساسانی را شکست دادند و پایتخت آنها، تیسفون، را تصرف کردند، جایی که یک طاق، ورودی کاخ امپراتوری باستانی را نشان می‌دهد. پارک زورا محل موزه هدایای رئیس جمهور و یک مرکز هنرهای نمایشی بود. این موزه در طبقه همکف غرفه بزرگ بازدید قرار داشت، جایی که صدام در حین شلیک هوایی، گارد جمهوری را بازدید می‌کرد. این موزه شامل اقلام معمولی اهدایی عراقی‌ها در دوران حکومتش بود. اقلامی شامل زیورآلات پلاستیکی ارزان قیمت و نقاشی‌های اهدایی کودکان عراقی بود.

## تاریخ
خالد الرحال، مجسمه‌ساز برجسته عراق، ماموریت طراحی و اجرای ساخت طاق‌ها را که بر اساس طرح مفهومی ارائه شده توسط رئیس جمهور صدام حسین بود، به دست آورد. این طرح شامل یک جفت دست عظیم است که از زمین بیرون آمده و هر کدام شمشیری به طول ۴۳ متر (۱۴۱ فوت) در دست دارند. با این حال، الرحال در سال ۱۹۸۷، قبل از تکمیل بنای یادبود، درگذشت و محمد غنی حکمت، مجسمه‌ساز برجسته عراقی دیگر، کنترل پروژه را به دست گرفت. هر دو مجسمه‌ساز با صدام حسین همکاری نزدیکی داشتند. این بنای یادبود به عنوان بخشی از یک برنامه گسترده‌تر برای زیباسازی شهر بغداد و ایجاد آثار عمومی که به القای حس غرور ملی در میان مردم کمک می‌کند، ساخته شد. بغداد اکنون مملو از بناهای یادبود، از جمله بنای یادبود الشهید و بنای یادبود یک سرباز گمنام، و بسیاری از مجسمه‌ها، فواره‌ها و مجسمه‌های دیگر است؛ که همگی بین سال‌های ۱۹۶۹ تا ۲۰۰۳ ساخته شده‌اند. 
مکانی که برای این بنای یادبود انتخاب شد، جایی بود که اعراب، ساسانیان را شکست دادند و عموماً آغاز سلطه اسلام بر منطقه تلقی می‌شود. در روزی که این بنای یادبود در سال ۱۹۹۰ افتتاح شد، صدام سوار بر اسب سفیدی زیر طاق‌ها حرکت می‌کرد. گفته شده است که این اشاره‌ای به شهید شیعه حسین بن علی است که در سال ۶۸۰ در کربلا کشته شد و مرگ او باعث اختلاف بین مسلمانان شیعه و سنی شد. این بنای یادبود، اگرچه روایتی پیروزمندانه در رابطه با جنگ ایران و عراق ارائه می‌دهد، اما نمادگرایی گسترده‌تری به خود گرفته و نمایانگر عراقی‌هایی است که در طول تاریخ این کشور در هر جنگی کشته شده‌اند. 
در ۲۱ نوامبر ۲۰۰۰، رژه عظیمی در این بنای یادبود برگزار شد که طی آن بیش از ۱ تا ۲ میلیون داوطلب آموزش دیده نظامی به مدت ۱۳ ساعت بدون توقف در مقابل رئیس جمهور صدام حسین و مقامات ارشد عراقی در حمایت از آرمان فلسطین راهپیمایی کردند.

## تحولات اخیر
در فوریه ۲۰۰۷، گزارش شد که دولت جدید عراق کمیته حذف نمادهای دوران صدام را تشکیل داده و تخریب بنای یادبود طاق پیروزی آغاز شده است، که این امر اعتراضات گروه‌های عراقی و طرفداران حفظ آثار تاریخی را به دنبال داشت. 
تخریب از سه‌شنبه ۲۰ فوریه ۲۰۰۷ آغاز شد. در آن زمان، قطعات ۳ متری از بنای یادبود برنزی بریده شده بود. تعداد زیادی از رهگذران عراقی و نیروهای ائتلاف در حال بردن کلاهخودها و تکه‌هایی از بنای یادبود به عنوان سوغاتی دیده شدند. تصمیم برای حذف این بنای یادبود که توسط نخست وزیر نوری المالکی گرفته شده بود، توسط سفیر ایالات متحده، زلمی خلیل‌زاد، به چالش کشیده شد و او در ۲۱ فوریه مانع از تخریب آن شد. دولت عراق برنامه‌های قبلی خود برای تخریب این بنای یادبود را لغو کرد. 
در فوریه ۲۰۱۱، مقامات عراقی به عنوان نشانه‌ای از آشتی، مرمت این بنای یادبود را آغاز کردند. 

## شرح
این بنای یادبود شامل یک جفت بازوی کشیده است که به نظر می‌رسد از زمین بیرون زده‌اند و هر کدام شمشیری را در دست دارند که در یک نقطه مرکزی به هم می‌رسند. شمشیرها که از فولاد ضد زنگ ساخته شده‌اند، بر اساس سلاح‌های حمل شده توسط سعد بن ابی وقاص، رهبر عرب در نبرد قادسیه، ساخته شده‌اند. 
یک میله پرچم کوچک از نقطه‌ای که شمشیرها به هم می‌رسند، حدود ۴۰ متر (۱۳۰ فوت) بالاتر از سطح زمین، بالا می‌رود. الرحال از عکس‌ها و قالب‌های گچی ساعد صدام به عنوان مدلی برای طراحی دست‌ها استفاده کرد. در اواخر پروژه، پس از اینکه غنی کار را به دست گرفت، مجسمه‌ساز شخصاً از یکی از شست‌های صدام قالب گرفت و اثر انگشت حاصل به قالب یکی از شست‌های طاق‌ها اضافه شد.
در آن زمان، عراق کارخانه ریخته‌گری به اندازه کافی بزرگ برای ریخته‌گری مجسمه نداشت، و همین امر باعث شد بخش زیادی از آن در خارج از کشور ساخته شود. طاق‌ها توسط یک کنسرسیوم بین‌المللی به رهبری کارخانه ریخته‌گری آلمانی H+H Metallform ساخته شدند. تیغه‌های شمشیرهای فولادی ضد زنگ هر کدام ۲۴ تن وزن دارند. این شمشیرها که در عراق ریخته‌گری شده‌اند، تا حدودی از فلز اسلحه‌ها و تانک‌های سربازان عراقی کشته شده در جنگ ایران و عراق تشکیل شده‌اند. دست‌ها و بازوهای این بنای یادبود از جنس برنز هستند که در بریتانیا در کارخانه ریخته‌گری موریس سینگر ریخته‌گری شده‌اند. بازوها بر روی پایه‌های بتنی قرار دارند، که شکل آنها باعث می‌شود بازوها از زمین بیرون زده به نظر برسند. هر پایه شامل ۲۵۰۰ کلاهخود (در مجموع ۵۰۰۰ کلاهخود) است که به ادعای صدام متعلق به سربازان ایرانی کشته شده در طول جنگ بوده است. آنها در تورهایی نگهداری می‌شوند که به آنها اجازه می‌دهد روی زمین زیرین بریزند.